# Giorgio Cavaglieri
Giorgio Cavaglieri (Venezia, 11 agosto 1911 – New York, 15 maggio 2007) è stato un architetto e pittore italiano.

## Biografia
Nato in una famiglia benestante, fin da giovanissimo si appassionò alla pittura dipingendo ritratti in stile naïf. Nei primi anni trenta si laureò in architettura ed in ingegneria con il massimo dei voti al Politecnico di Milano e per qualche anno lavorò come riparatore presso l'aeronautica militare italiana.
Nel 1938, a seguito delle cosiddette leggi razziali, cioè anti-ebraiche approvate dal governo Mussolini, l'ebreo Cavaglieri fu costretto ad emigrare negli Stati Uniti d'America. Durante la seconda guerra mondiale fu addetto della United States Army e progettò la costruzione di edifici militari degli alleati in Normandia ed a Berlino.
Specializzato nella tecnica del restauro, nella "Grande Mela" Cavaglieri riparò numerosi edifici tra cui la celebre biblioteca ed il teatro pubblico; molto successo ebbero i suoi lavori nella Jefferson Market Library situata nel Greenwich Village, che gli permise di diventare negli anni sessanta uno dei più celebri architetti del mondo.
Fu anche un pittore molto longevo. I suoi dipinti furono esposti nei più importanti musei ed in numerose città come Parigi, Amsterdam, Praga, Berlino, Pechino e Città del Messico. Tra le sue opere più celebri si ricordano Central Park (1993) e Piazza San Marco (2003), omaggi alle due città che egli ha più amato nella sua vita, New York e Venezia.